# Internationales Freibord-Übereinkommen

Freibordmarke (links) und Lademarke (rechts), Steuerbordseite

Das Internationale Freibord-Übereinkommen (englisch International Convention on Load Lines) ist eine UN-Konvention, die die Grundsätze des Freibords bei Handelsschiffen sowie die Anbringung der Freibordmarke und der Lademarken regelt.

## Einzelheiten
Die Wurzeln des Übereinkommens gehen insbesondere auf die Bemühungen Samuel Plimsolls zurück, der gegen die Überladung von Seeschiffen kämpfte. Seine Arbeit führte schließlich zum Shipping Act of 1890, der die zulässige Abladung (und damit den Tiefgang) ausländischer Schiffe regelte, die britische Häfen verließen.
Weitere Verhandlungen führten schließlich im Jahr 1930 zum ersten Internationalen Freibord-Übereinkommen, welches von 54 Staaten ratifiziert wurde. Das Übereinkommen von 1930 gründete in erster Linie auf der Feststellung eines ausreichenden Auftriebs des Schiffes, legte aber auch eine Mindeststabilität und eine Betrachtung der Belastungen des Schiffsrumpfes fest.
Das heute gültige Übereinkommen wurde schließlich am 5. April 1966 angenommen und trat am 21. Juli 1968 in Kraft. Das Übereinkommen von 1966 spezifizierte die technischen Regeln durch Bestimmungen bezüglich des eigentlichen Freibords, der Seefestigkeit bei überkommendem Seewasser, der wasserdichten Abteilungen und einer Feststellung der Reststabilität des beschädigten Schiffes.
Das Übereinkommen ist bis heute in Kraft und wurde später durch Zusatzabkommen, wie dem Protokoll von 1988 und den 2003 Amendments erweitert und angepasst.